# Pavillon L'Herminier
Le pavillon L'Herminier est un bâtiment situé à l'angle de la rue Sadi-Carnot et de la rue Jean-Jaurès à Pointe-à-Pitre en Guadeloupe. Construit vers 1873 pour la Chambre d'agriculture de la Guadeloupe, devenu Musée L'Herminier au XXe siècle, il est inscrit aux monuments historiques en 2008.

## Historique
Construit par l'ingénieur Suffit en 1873 – à la suite de l'incendie en 1871 du précédent bâtiment – sur les terrains de la famille L'Herminier (le pharmacien Félix Louis L'Herminier et son fils le botaniste Ferdinand Joseph L'Herminier), le pavillon abrite dès son ouverture la Chambre d'agriculture de la Guadeloupe ainsi que les collections botaniques et zoologiques des L'Herminier. Son architecture coloniale classique en brique comprend un rez-de-chaussée surélevé surmonté d'un étage avec une galerie courante en retrait soutenue par des colonnettes en fonte avec une toiture en tuile (rare en Guadeloupe où la tôle est généralement utilisée) et un faîtage dentelé en zinc ainsi qu'une marquise de la même matière. Au XXe siècle, il devient le musée L'Herminier. Ce musée est depuis fermé. 
Le pavillon, ainsi que les jardins et la grille, sont inscrits au titre des monuments historiques le 17 juillet 2008.